# Ioana Olteanu
Ioana Olteanu (nacida Ioana Călin, Drăcșenei, 25 de febrero de 1966) es una deportista rumana que compitió en remo.
Participó en tres Juegos Olímpicos de Verano, obteniendo tres medallas, plata en Barcelona 1992, oro en Atlanta 1996 y oro en Sídney 2000, en la prueba de ocho con timonel.
Ganó ocho medallas en el Campeonato Mundial de Remo entre los años 1993 y 1999.

## Palmarés internacional
| Juegos Olímpicos   | Juegos Olímpicos              | Juegos Olímpicos  | Juegos Olímpicos   |
| Año                | Lugar                         | Medalla           | Prueba             |
| ------------------ | ----------------------------- | ----------------- | ------------------ |
| 1992               | Barcelona (España)            | Medalla de plata  | Ocho con timonel   |
| 1996               | Atlanta (Estados Unidos)      | Medalla de oro    | Ocho con timonel   |
| 2000               | Sídney (Australia)            | Medalla de oro    | Ocho con timonel   |
| Campeonato Mundial |                               |                   |                    |
| Año                | Lugar                         | Medalla           | Prueba             |
| 1993               | Račice (República Checa)      | Medalla de oro    | Ocho con timonel   |
| 1994               | Indianápolis (Estados Unidos) | Medalla de bronce | Ocho con timonel   |
| 1995               | Tampere (Finlandia)           | Medalla de plata  | Ocho con timonel   |
| 1997               | Aiguebelette (Francia)        | Medalla de oro    | Ocho con timonel   |
| 1997               | Aiguebelette (Francia)        | Medalla de plata  | Cuatro sin timonel |
| 1998               | Colonia (Alemania)            | Medalla de oro    | Ocho con timonel   |
| 1998               | Colonia (Alemania)            | Medalla de bronce | Doble scull        |
| 1999               | St. Catharines (Canadá)       | Medalla de oro    | Ocho con timonel   |